# فرودگاه استیجاری آستین
فرودگاه استن ایگزکیتیو (به انگلیسی: Austin Executive Airport) یک فرودگاه همگانی بهره‌برداری هوایی است که یک باند فرود آسفالت دارد و طول باند آن ۱۸۳۶ متر است. این فرودگاه در کشور ایالات متحده آمریکا قرار دارد و در ارتفاع ۱۸۹ متری از سطح دریا واقع شده‌است.